# Водонапорная башня (Троицк)
Водонапорная башня — памятник архитектуры города Троицка Челябинской области.

## История
Башня была построена в 1927 году, на тогда ещё пустынной окраине города, и является до сих пор высотной доминантой города.
Находится в аварийном состоянии в частной собственности одного из предпринимателей города. Весной 2013 года начата реставрация башни, а также строительство пристроя к ней. В башне и пристрое планируется размещение двухэтажного торгового комплекса.